# El Perú Libre
El Perú Libre o La Libertad es una pintura al óleo creado en 1853 por el pintor peruano Luis Montero, representa a una personificación nacional masculina de la República Peruana como alternativa a la femenina Madre Patria. Es parte de la colección pictórica del Palacio Legislativo.

## Descripción
Fue creado por Montero para pagar el trato que hizo con el Congreso de la República que le financiaba sus estudios artísticos en Italia a cambio de realizar obras para la colección artística parlamentaria.
Montero años después describe su creación de la siguiente manera:

(...) quise formar un cuadro que caracterisara la libertad de mi patria: lo pinté pues con la alusiva figura de un joven, que por sus actitudes manifestase las fuerzas morales y fisicas que abundan en nuestra patria: este fruto primero de mis desvelos es lo que os dedico hoy en obsequio a los inmensos favores que he recibido.
Luis Montero en sus cartas al Congreso de 1860.

El parlamento permitió que El Perú Libre se exponga en el Palacio de la Exposición hasta 1881, fecha en que ocurre la ocupación de Lima, cuando el ejército chileno extrae el cuadro para llevarlo a los museos de Chile. El escritor Ricardo Palma sería el primero en comunicar sobre el robo de la pintura por los ocupantes chilenos.
José Antonio de Lavalle y García ubicó y dedicó los últimos años de su vida en insistir al gobierno chileno la devolución de la pintura. Fue recién en 1964, tras su muerte, cuando Chile decide devolverla mediante su esposa Sara Garragori, que decidió entregarlo nuevamente al Congreso de la República.
Las medidas de la obra son 223.00 x 156.00 cm. Aunque su estadía permanente es el Palacio Legislativo, también suele tener exposiciones casuales en el Museo de Arte de Lima (MALI).